# Eugenia Branga
Eugenia Branga (n. 1894, Orăștie, județul Hunedoara – d. 1982) a fost un deputat în Marea Adunare Națională de la Alba Iulia, organismul legislativ reprezentativ al „tuturor românilor din Transilvania, Banat și Țara Ungurească”, cel care a adoptat hotărârea privind Unirea Transilvaniei cu România, la 1 decembrie 1918 :p. 196.

## Biografie
A făcut școala primară, iar mai târziu școala civilă de fete din orașul natal. A desfășurat o bogată activitate culturală, fiind parte a reuniunii de cântări din Orăștie, a cărei reprezentantă a fost la Marea Adunare Națională de la Alba Iulia :p. 196.

## Activitatea politică
Ca deputat în Adunarea Națională din 1 decembrie 1918 a fost delegat al Cercului electoral Orăștie-oraș :p. 196.	